# Smokey és a bandita 2.
A Smokey és a bandita 2. (eredeti cím: Smokey and the Bandit II) 1980-ban bemutatott amerikai akcióvígjáték, melyet Hal Needham rendezett, a Smokey és a bandita (1977) folytatásaként. A főbb szerepekben ismét Burt Reynolds, Jackie Gleason, Jerry Reed, Sally Field, Mike Henry, Paul Williams és Pat McCormick látható. Dom DeLuise új szereplőként csatlakozott a stábhoz.
Az Amerikai Egyesült Államokban 1980. augusztus 15-én mutatták be a mozikban. Bevételi szempontból kiemelkedően teljesített és az 1980-as év nyolcadik legjövedelmezőbb filmje lett. Ennek ellenére gyenge kritikákat szerzett.
Folytatása, a trilógia harmadik és befejező része, a Smokey és a bandita 3. 1983-ban jelent meg.

## Cselekmény
Nagy Enos Burdette negatív kampányt folytat vetélytársa, John Conn ellen a texasi kormányzóságért vívott harcban. Bár Burnette képtelen elnyerni a jelenlegi kormányzó támogatását, kihallgatja, amint az telefonon egy rakomány Miamiból történő elszállítását akarja megszervezi. Az ajándékba szánt küldeménynek kilenc nap alatt kell célba érnie, a Republikánus Párt dallasi gyűlésére. Burdette szeretne jó pontot szerezni a kormányzónál, ezért felfogadja a küldetésre Cledus "Snowman" Snowt és rajta keresztül Bo "Bandit" Darville-t, 200 ezer dollárért cserébe. Cledus barátja nevében is beleegyezik a munkába, és Burdette-éket személyesen is meghívja Bandit házába üzletet kötni. Ő azonban Carrie-vel történő szakítása óta iszákos lett, és most is részeg, így az eredetileg felkínált összeg dupláját, 400 ezer dollárt követel megbízóitól.
Cledus felhívja Carrie-t, aki visszatért Texarkanába és épp készülne feleségül menni Juniorhoz. Cledus 50 ezer dollárt kínál fel telefonon a segítségéért, a lány ezért megint szökevény menyasszony lesz. Bár még mindig nem közömbös neki Bandit, azt állítja, csak a pénzért segít neki. Cledussal közösen leszoktatják Banditot az alkoholról és fizikailag is ismét jó formába hozzák. A lány elcseréli Junioe autóját egy új Pontiac Trans Am járműre. A Miamiban lévő kikötőben szembesülnek azzal, hogy a szállítmány három hétig karantén alatt áll, ezért az éjszaka folyamán ellopják azt. Megdöbbenésükre a "rakomány" egy élő elefánt (mely a republikánusok kabalaállata), az állatot Cledus a nagynénje után Charlotte-nak kereszteli el. Bandit eltávolít egy szálkát Charlotte lábából, ezért az azonnal megkedveli a férfit.
Dallas felé tartva Justice számtalanszor próbálja megállítani őket, de Bandit túljár az eszén. Egy benzinkúton megpihenve észreveszik, hogy Charlotte-nak valami baja van. Megismerkednek egy olasz nőgyógyásszal, Dokival, aki vonakodva segít nekik és az elefánt gondozója lesz. Nemsokára felfedezi az állat vemhességét, de Bandit ennek ellenére ragaszkodik eredeti időbeosztásukhoz. Cledus és Carrie aggódik Charlotte és születendő borja egészségéért, de Bandit hajthatatlan, csak a küldetés sikere érdekli, heves vitába keveredve barátaival. Amikor ismét megpihennek, egy éjszakai szórakozóhelyen Don Williams előadását hallgatják meg. Szembesülve a férfi önzőségével és makacsságával a megbízásával kapcsolatban, Carrie dühösen faképnél hagyja a többieket. A lány úgy érzi, Bandit csak a dicsőséggel és a pénzzel törődik.
Buford segítséget kér testvéreitől, egy Reggie nevű kanadai és egy Gaylord nevű, texasi rendőrtől. Amint Bandit és Cledus Texasba érnek, Buford csapdába csalja nemezisét, negyven rendőrautóval véve őt körbe egy sivatagban. Barátja kérése ellenére Cledus nem hajt tovább a cél felé, hanem Bandit megmentésére siet és kamionos cimboráival, egy gigantikus roncsderbi során összezúzzák szinte az összes rendőrautót. Buford  ezután sem adja fel a hajszát, bár járműve komikus módon leamortizálódott.
Cledus könyörgésére Bandit megáll egy rezervátumban, ahol Charlotte végre életet ad kicsinyének. Bandit még az újszülöttel is folytatná a veszélyes utat, barátjának ekkor elege lesz és megüti az önző férfit. Bandit nem éri, miért törődnek ennyi egy állattal, de amikor Charlotte könnyezni kezd, megenyhül és bocsánatot kér viselkedéséért. Végre, rádöbben, hogy a másokkal való törődés többet ér a 400 ezer dollárnál. Megtalálja Carrie-t is és kibékülnek, bevallja egymás iránti érzéseiket. Charlotte-ot és a borjút egy biztonságosabb utánfutóval szállítják tovább dallasi céljuk felé, bár a pénzdíjat Bandit már elköltötte. Buford egy Greyhound buszt vezetve követi őket.

## Szereplők
| Szerep                        | Színész               | Magyar hang       | Magyar hang     | Magyar hang        |
| Szerep                        | Színész               | 1. szinkron       | 2. szinkron     | 3. szinkron (2010) |
| ----------------------------- | --------------------- | ----------------- | --------------- | ------------------ |
| Bo "Bandit" Darville          | Burt Reynolds         | Vass Gábor        | Vass Gábor      | Sörös Sándor       |
| Buford T. Justice seriff      | Jackie Gleason        | Konrád Antal      | Gruber Hugó     | Faragó András      |
| Gaylord 'Géla' Justice        | Jackie Gleason        | Simon György      |                 | Kajtár Róbert      |
| Reginald Van Justice          | Jackie Gleason        | Áron László       | Palóczy Frigyes | Bodrogi Attila     |
| Cledus "Snowman" Snow         | Jerry Reed            | Mihályi Győző     | Tarján Péter    | Forgács Péter      |
| Dr. Frederico "Doki" Carlucci | Dom DeLuise           | Várkonyi András   | Csuha Lajos     | Kassai Károly      |
| Carrie ("Béka")               | Sally Field           | Kocsis Mariann    | Zakariás Éva    | Solecki Janka      |
| Enos "Nagy Enos" Burdette     | Pat McCormick         | Kránitz Lajos     | Kardos Gábor    | Papp János         |
| Enos "Kis Enos" Burdette      | Paul Williams         | Kocsis György     | Kapácsy Miklós  | Csőre Gábor        |
| John Conn                     | David Huddleston      | Gruber Hugó       |                 |                    |
| Junior Justice                | Mike Henry            | Incze József      | Juhász György   |                    |
| kormányzó                     | John Anderson         | Pataky Imre       | Végh Ferenc     |                    |
| kedves hölgy                  | Brenda Lee            | Jani Ildikó       | Papp Györgyi    |                    |
| önmaga                        | Joe Greene            | Harmath Imre      |                 |                    |
| önmaga                        | Joe Klecko            | Galambos Péter    |                 |                    |
| önmaga                        | Don Williams          | Varga Tamás       |                 |                    |
| önmaga                        | Terry Bradshaw        | Haás Vander Péter |                 |                    |
| vidámpark tulajdonosa         | Mel Tillis            |                   |                 |                    |
| Ramona                        | Nancy Lenehan         | eredeti nyelven   | eredeti nyelven | eredeti nyelven    |
| P.T.                          | John Megna            | nem szólal meg    | nem szólal meg  | nem szólal meg     |
| vendég a partin               | Chuck Yeager          |                   |                 |                    |
| páciens                       | John Robert Nicholson | Imre István       |                 |                    |

A The Statler Brothers tagjai – Phil Balsley, Lew DeWitt, Don Reid és Harold Reid – önmagukat alakítják a filmben.

## Kritikai visszhang
A film negatív kritikákat kapott, a Rotten Tomatoes-on 8 kritikus véleményét összegezve 25%-on áll. Roger Ebert négyből egy csillagra értékelte: „Nincs szükség erre a filmre. Ez igaz a legtöbb folytatásra, de különösen helytálló a Smokey és a bandita 2. kapcsán, amely lényegében az első film újracsinálva, de nem annyira jól”. Hozzátette, ez a film „…végtelen költségvetés mellett is lusta… sokkal kevesebb kell ahhoz, hogy egy filmet kaszkadőrmutatványokkal töltsünk meg, mint egy olyan vígjáték megalkotásához, ami őszintén vicces”.
Burt Reynolds később bevallotta, egyáltalán nem élvezte a film készítését. Szerinte felesleges folytatás volt, amit az Universal kizárólag a pénzcsinálás, nem pedig egy jó film létrehozásának céljából hozott össze.

## Fordítás
- Ez a szócikk részben vagy egészben  a   Smokey and the Bandit II című angol Wikipédia-szócikk ezen változatának fordításán alapul.  Az eredeti cikk szerkesztőit annak laptörténete sorolja fel. Ez a jelzés csupán a megfogalmazás eredetét és a szerzői jogokat jelzi, nem szolgál a cikkben szereplő információk forrásmegjelöléseként.